# Parafia Wniebowzięcia Najświętszej Maryi Panny w Berżnikach
Parafia Wniebowzięcia Najświętszej Maryi Panny w Berżnikach – rzymskokatolicka parafia leżąca w dekanacie Sejny należącym do diecezji ełckiej. Erygowana w roku 1447. Mieści się pod numerem 47.